# Albert Renaud (hockey sur glace)
Pour les articles homonymes, voir Albert Renaud.
Albert Roméo Renaud (né le 2 octobre 1920 à Ottawa, mort le 20 décembre 2012 dans la même ville) est un joueur canadien de hockey sur glace.

## Carrière
Albert Renaud commence sa carrière comme joueur de hockey dans la Ligue de hockey junior d'Ottawa, où il est actif de 1937 à 1940 pour les clubs d'Ottawa LaSalle (y compris un match de niveau senior à sa deuxième saison) et de Westboro Spearman (y compris un match de niveau senior avec les Camerons d'Ottawa). Au niveau senior, il apparaît pour la première fois lors de la saison 1940-1941 pour les Montagnards d'Ottawa, pour lesquels il dispute deux matchs avant de passer le reste de la saison avec les Car Bombers d'Ottawa, équipe de la Ligue de hockey de la Haute Vallée de l'Ottawa (UOVHL). Au cours de la saison 1941-1942, il est actif pour les Volants de Hull. Entre 1942 et 1944, il joue pour diverses équipes de la Ligue de hockey senior de l'Ontario (OCSHL) et de la Ligue de hockey de la Défense nationale d'Ottawa (ONDHL). Il sert dans l'Aviation royale canadienne (ARC) pendant le reste de la Seconde Guerre mondiale, puis s'installe avec les Quartiers-Maîtres d'Ottawa de l'ONDHL de 1945 à 1946, passant la saison suivante avec les Sénateurs d'Ottawa en UOVHL ors de la saison 1945-1946. Au cours de la saison 1946-1947, il est sur la glace pour le club de New Edinburgh, à Ottawa, en OCSHL. 
Renaud signe pour l'équipe senior de hockey sur glace de l'Aviation royale canadienne (ARC). En octobre 1947, l'Association canadienne de hockey amateur (ACHA) annonce que cette équipe basée à Ottawa serait l'équipe nationale aux Jeux olympiques d'hiver de 1948 à Saint-Moritz. À l'époque, l'ACHA avait des désaccords persistants avec la Fédération internationale de hockey sur glace et le Comité international olympique sur la définition d'un amateur, et l'équipe de l'ARC était un compromis pour répondre aux critères d'admissibilité des amateurs aux Jeux olympiques. Le vice-président de l'ACHA, Norman Dawe, et le secrétaire George Dudley, assurent la liaison avec le Comité olympique canadien et obtiennent l'approbation du choix.
Le Canada est champion olympique. En huit matchs, Renaud inscrit quatre buts et dix passes décisives dont une en finale.
Il reste dans les Ottawa RCAF Flyers pendant encore deux ans avant de jouer pour l'équipe des militaires d'Ottawa au cours de la saison 1950-1951 , où sa mâchoire se casse après un coup particulièrement sévère.. Après une saison avec les Volants de Hull, il est joueur-entraîneur des Magedomas de Brockville de la Ligue de hockey New York-Ontario de 1952 à 1955.
Dans les années 1990, il fait don de son maillot olympique au Temple de la renommée du hockey à Toronto. En 2001, Renaud est honoré par les Forces canadiennes lorsque les RCAF Flyers de 1948 sont sélectionnés comme les plus grands athlètes militaires canadiens du XXe siècle.